# Ilex venezuelensis
Ilex venezuelensis är en järneksväxtart som beskrevs av Julian Alfred Steyermark. Ilex venezuelensis ingår i släktet järnekar, och familjen järneksväxter. Inga underarter finns listade i Catalogue of Life.